# Клубний тренер року у світі за версією IFFHS
Клубний тренер року у світі (футбол) — опитування, яке з 1996-го проводить Міжнародна федерація футбольної історії та статистики (МФФІС, IFFHS). Визначається найкращий футбольний наставник, який працює з клубами; тренери збірних не беруться до уваги.

## Лауреати
| Рік  | Тренер (клуб)                             |
| ---- | ----------------------------------------- |
| 1996 | Марчелло Ліппі («Ювентус»)                |
| 1997 | Оттмар Гітцфельд («Боруссія» Дортмунд)    |
| 1998 | Марчелло Ліппі («Ювентус»)                |
| 1999 | Алекс Фергюсон («Манчестер Юнайтед»)      |
| 2000 | Карлос Б'янкі («Бока Хуніорс»)            |
| 2001 | Оттмар Гітцфельд («Баварія»)              |
| 2002 | Вісенте дель Боске («Реал»)               |
| 2003 | Карлос Б'янкі («Бока Хуніорс»)            |
| 2004 | Жозе Моурінью («Порту» + «Челсі»)         |
| 2005 | Жозе Моурінью («Челсі»)                   |
| 2006 | Франк Райкаард («Барселона»)              |
| 2007 | Карло Анчелотті («Мілан»)                 |
| 2008 | Алекс Фергюсон («Манчестер Юнайтед»)      |
| 2009 | Хосеп Гвардіола («Барселона»)             |
| 2010 | Жозе Моурінью («Інтернаціонале» + «Реал») |
| 2011 | Хосеп Гвардіола («Барселона»)             |
| 2012 | Жозе Моурінью («Реал»)                    |
| 2013 | Юпп Гайнкес («Баварія»)                   |
| 2014 | Карло Анчелотті («Реал»)                  |
| 2015 | Луїс Енріке («Барселона»)                 |
| 2016 | Дієго Сімеоне («Атлетико»)                |
| 2017 | Зінедін Зідан («Реал»)                    |
| 2018 | Зінедін Зідан («Реал»)                    |
| 2019 | Юрген Клопп («Ліверпуль»)                 |
| 2020 | Ганс-Дітер Флік («Байєрн»)                |